# Kościół Ewangelicko-Luterański w Republice Mołdawii
Kościół Ewangelicko-Luterański w Republice Mołdawii (ros. Евангелическо-лютеранская церковь в Республике Молдова) – kościół luterański działający na terenie Mołdawii.

## Historia
Pojawienie się luteranizmu na terenie obecnej Mołdawii związane było z niemieckim osadnictwem. W latach 1803–1804 w Grigoriopolu zamieszkali pierwsi koloniści, który założyli sąsiednią osadę Glückstal, gdzie zbudowany został kościół ewangelicki.
Besarabia, należąca wcześniej do Imperium Osmańskiego, została w wyniku postanowień kończącego wojnę osmańsko-rosyjską traktatu w Bukareszcie włączona w skład Imperium Rosyjskiego. W celu zaludnienia nowo pozyskanych ziem, postanowiono o sprowadzeniu tutaj kolejnych osadników niemieckich.
W 1811 w Glückstal zbudowana została ewangelicka szkoła oraz budynek mieszczący mieszkanie księdza, do kościoła dostawiono również dzwonnicę. Świątynia została jednak zamknięta w 1832 i rozebrana w 1840. 30 września 1845 otwarty został nowy kościół. W okresie tym w pobliżu miejscowości powstały kolejne kolonie niemieckie, takie jak Bergdorf, Hoffnungstal, Kassel, Neudorf. W latach 50. XIX powstały także osady Neu-Gluxtal, Klein-Neudorf i Kurdumanova.
Kolejną osadą niemiecką była Antonowka, znajdująca się w granicach administracyjnych miasteczka Kamionka. Nazwana została na cześć żony generała-feldmarszałka Piotra Wittgensteina, Antonii Cecylii Snarskiej. Staraniem feldmarszałka został tak wybudowany luterański kościół wraz z cmentarzem, gdzie został pochowany po swojej śmierci.
Kościół ewangelicki św. Mikołaja w Kiszyniowie, nazwany na cześć cara Mikołaja I Romanowa, został wybudowany w latach 1833-1836. Obecnie na jego miejscu znajduje się pałac prezydencki.
Od przełomu lat 20. i 30. XX wieku rozpoczęto zamykanie kościołów ewangelickich na terenie ZSRR, a duchowni zostali zamordowani lub przesiedleni. Po ataku Niemiec na ZSRR w 1941 większość osób narodowości niemieckiej zamieszkałych na terenie państwa, będących przede wszystkim wyznania luterańskiego, wysiedlono na wschodnie terytorium Związku Radzieckiego, przede wszystkim na Syberię, gdzie ich wiara była praktykowana jedynie prywatnie.
W 1994 Natalia i Vladimir Moser podjęli działania mające na celu odnowienie ewangelickiego życia religijnego na terenie nowo utworzonej Republiki Mołdawii, wspierani przez Niemiecki Kościół Ewangelicko-Luterański Ukrainy. Pierwsze oficjalne ewangelickie nabożeństwo w Mołdawii od czasu likwidacji ewangelickich struktur kościelnych przez władze radzieckie miało miejsce w czerwcu 1994 i zostało zorganizowane przez niemieckojęzyczną społeczność luterańską Tyraspola. Jeszcze w tym samym roku w mieście został utworzony samodzielny zbór. Kolejne zbory powstały w Benderach, Kiszyniowie, Rybnicy i Kamionce.
Vladimir Moser został w 1997 ordynowany na duchownego, zostając duszpasterzem zboru w Tyraspolu. W związku z rozluźnieniem stosunków z Niemieckim Kościołem Ewangelicko-Luterańkim Ukrainy, starano się o nawiązanie współpracy z innymi kościołami luterańskimi, jednak nie spotkano się z ich przychylnymi reakcjami.
W lipcu 1999 został oficjalnie zarejestrowany Kościół Ewangelicko-Luterański w Republice Mołdawii
Jesienią 1999 Natalia Moser odwiedziła Norwegię, gdzie nawiązała stosunki z organizacją Norsk Luthersk Lekmannsmisjon. Jej dyrektor przybył do Tyraspola, gdzie spotkał się z ks. Moserem. Wzajemne odwiedziny były kontynuowane, a z biegiem czasu została nawiązana formalna współpracy między MLL a kościołem ewangelickim w Mołdawii. Następnie do grona organizacji wspierających mołdawskich luteran dołączyła szwedzka Nordisk Östmission. Zadania zostały więc rozdzielone pomiędzy obie skandynawskie misje - NÖ finansuje konkretne projekty, podczas gdy NLL jest odpowiedzialna za stałe dotacje dla kościoła w Mołdawii, a także jej wsparcie na gruncie duchowym.
W 2004 w Tyraspolu zostało utworzone Centrum Luterańskie Apostoła Pawła, które oprócz funkcji religijnych prowadzi również pracę diakonijną. Działalność centrum, poza zadaniami misyjnymi i propagowania luteranizmu, skupia się na pomocy rodzinom wielodzietnym, samotnym matkom, weteranom, dzieciom z domów dziecka. Prowadzone jest wsparcie dla szkół, oraz praca na rzecz zwalczania handlu ludźmi oraz przeciwdziałanie stygmatyzacji osób zarażonych HIV.
W październiku 2007 kościół zwrócił się o wsparcie do Unii Kościołów Ewangelicko-Luterańskich w Rosji i Innych Państwach. Miesiąc później mołdawskie zbory odwiedził przewodniczący Rady Biskupów tego kościoła, ks. Jurij Nowgorodow, biskup Kościoła Ewangelicko-Luterańskiego w Republice Kazachstanu. W efekcie podjęto prace nad dwoma projektami - zorganizowaniem własnego miejsca do prowadzenia nabożeństw dla zboru w Bielcach, który spotykał się dwa razy w miesiącu w pomieszczeniach miejscowego katolickiego centrum diakonijnego, a także przeprowadzeniem seminariów w poszczególnych zborach kościoła, które odbyły się w 2019.